# 綿半Jマート
株式会社綿半Jマートは、東京都・埼玉県・神奈川県・山梨県・長野県（一部）のホームセンター 綿半ホームエイドの運営会社である。2019年7月16日までホームセンターチェーン「Jマート」を展開していた日本の企業。旧商号は「株式会社Jマート」。キャッチコピーは「大切にします、暮らしの笑顔。」。

## 概要
1957年（昭和32年）に東京都三鷹市で会社を設立し、関東西部でホームセンター事業を展開。その後、事業を甲信地域（山梨県・長野県）にまで拡大し最盛期には15店舗（累計22店）を運営していた。2014年には株式会社商業界が行う「サービス オブ ザ・イヤー2014」のホームセンター部門賞で「Jマート三鷹店」が総合トップを獲得。「生活向上ストア」を目標に、世界各国の厳選商品を海外直輸入で取りそろえるなどしていたが、売り上げの低迷などから2016年に綿半ホールディングスの完全子会社となる。2017年に社名を「Jマート」から「綿半Jマート」に改称。
2017年9月6日、東京都国分寺市の「Jマート国分寺店」を「綿半スーパーセンター国分寺店」としてリニューアルオープン。綿半スーパーセンターとしては初の長野県外進出店舗であるが、長野県内にのみ10店舗ある（2017年国分寺店オープン当時）スーパーセンターはグループ企業の綿半ホームエイドが運営しており、国分寺店は引き続き綿半Jマートが運営を行う。長野県内のスーパーセンターが園芸・ペット関連・住宅資材から生鮮・冷凍食品や日配品・日用雑貨まで幅広く総合的に取り扱う大型スーパーセンターであるのに対し、国分寺店は都市部に特化した小型スーパーセンターとして経営資源や販売商品を集中する。また、長野県内の綿半スーパーセンター同様に無料カフェスペースやコミュニケーションスペース、リサイクルステーションを設置し、ブルーアライアンスが発行・運営する全国共通ポイントカード「ブルーカード」も関東圏のグループ店舗として初めて利用が可能となった。
さらに2017年11月22日には、東京都東村山市の「Jマート久米川店」が綿半ホームエイドが運営する「綿半スーパーセンター東村山店」としてリニューアルオープン。綿半ホームエイドが長野県内の店舗運営で培ったノウハウにJマートの経営戦略が取り入れられ、新戦略の都市郊外大型スーパーセンターとなった。
2017年12月下旬、「Jマート三鷹店」を完全閉店と発表。創業地の東京都内でJマートを冠した店舗が全て無くなることとなった。
2018年4月には東海地方への初出店となる愛知県一宮市の「綿半スーパーセンター一宮北店」が開店する予定としていたが、諸事情により延期となり、2022年時点でも動きはない。なお、店舗予定地から約1.5km先に綿半フレッシュマーケット浅井店が存在している。
2018年7月11日には「Jマート富士河口湖店」を綿半ホームエイドが運営する「綿半スーパーセンター富士河口湖店」としてリニューアルオープンさせた。
2019年6月5日には、2019年7月17日より店舗名が「綿半Jマート ○○店」から「綿半ホームエイド ○○店」へ変わると発表された。
店舗名以外に変更はないとしているが、実質運営会社として綿半Jマートが残るだけで看板から「Jマート」の文字は消え、店舗内からも順次消えていくことになる。
なお、綿半Jマート運営の「綿半スーパーセンター 国分寺店」も「綿半ホームエイド 国分寺店」へ変更された。
2019年7月12日には綿半Jマートホームページからも「Jマート」ロゴが無くなり、綿半グループリンクの「綿半Jマート」ロゴも青色へと変更された。
店舗案内ページの『Jマートのある街を増やしてゆこうとしています』も『綿半のある街を増やしてゆこうとしています』へ変更している。同時期の綿半CMからもJマートロゴは表示されなくなった。
2020年1月8日より綿半Jマートホームページは綿半ホームページと統合され、旧綿半Jマートホームページへは一部リンク（店舗案内など）のみの表示となった。また、「綿半ホームエイド市川大門店」が2月2日で閉店することが発表された。

## 業務概要
- 取り扱い品目
インテリア・日用家庭雑貨・ペット用品・園芸・文具
電気用品・カー用品・自転車用品・アウトドア用品
金物、工具、塗料、木材、作業衣料などのDIY用品
食品（米・酒・飲料・菓子など）
灯油（一部店舗のみ）

- 他のホームセンターにはあまり見られないカントリー調の雑貨や家具など独特なティストの輸入商品を展開。雑誌等にも取り上げられていた。
- 一部店舗にはペットショップAZやドッグランが併設されている。

## 店舗一覧

### 綿半ホームエイド（旧 Jマート）
- 山梨県（4店舗）
  - 万力店・都留店・八田店・長坂店
- 埼玉県（2店舗）
  - 小鹿野店・坂戸店
- 長野県（2店舗）
  - 富士見店・諏訪インター店（旧称 諏訪店 2019年11月30日迄）
- 神奈川県（1店舗）
  - 相模湖店

### 綿半ホームエイド（旧 Jマート → 綿半スーパーセンター）
- 東京都（1店舗）
  - 国分寺店

### 綿半スーパーセンター（旧 Jマート → 綿半ホームエイド）
- 山梨県（1店舗）
  - 万力店

全店でSmartplus / Visa Touchが利用可能である。また、PayPayの利用も開始された。対応したレジでのみ会計が可能で、ブルーカードポイント付与の対象外である。

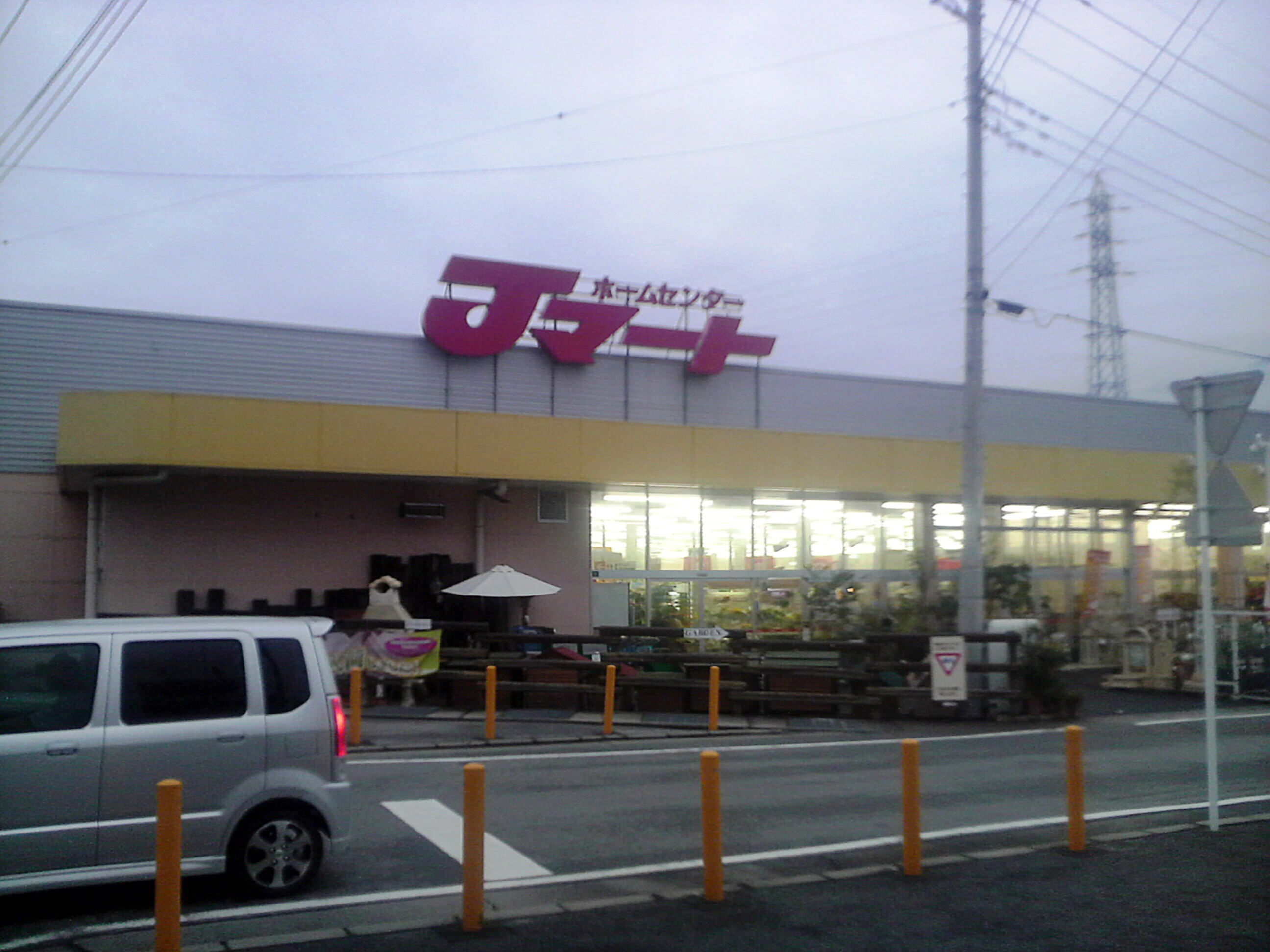
Jマート 市川大門店 2008年9月18日撮影
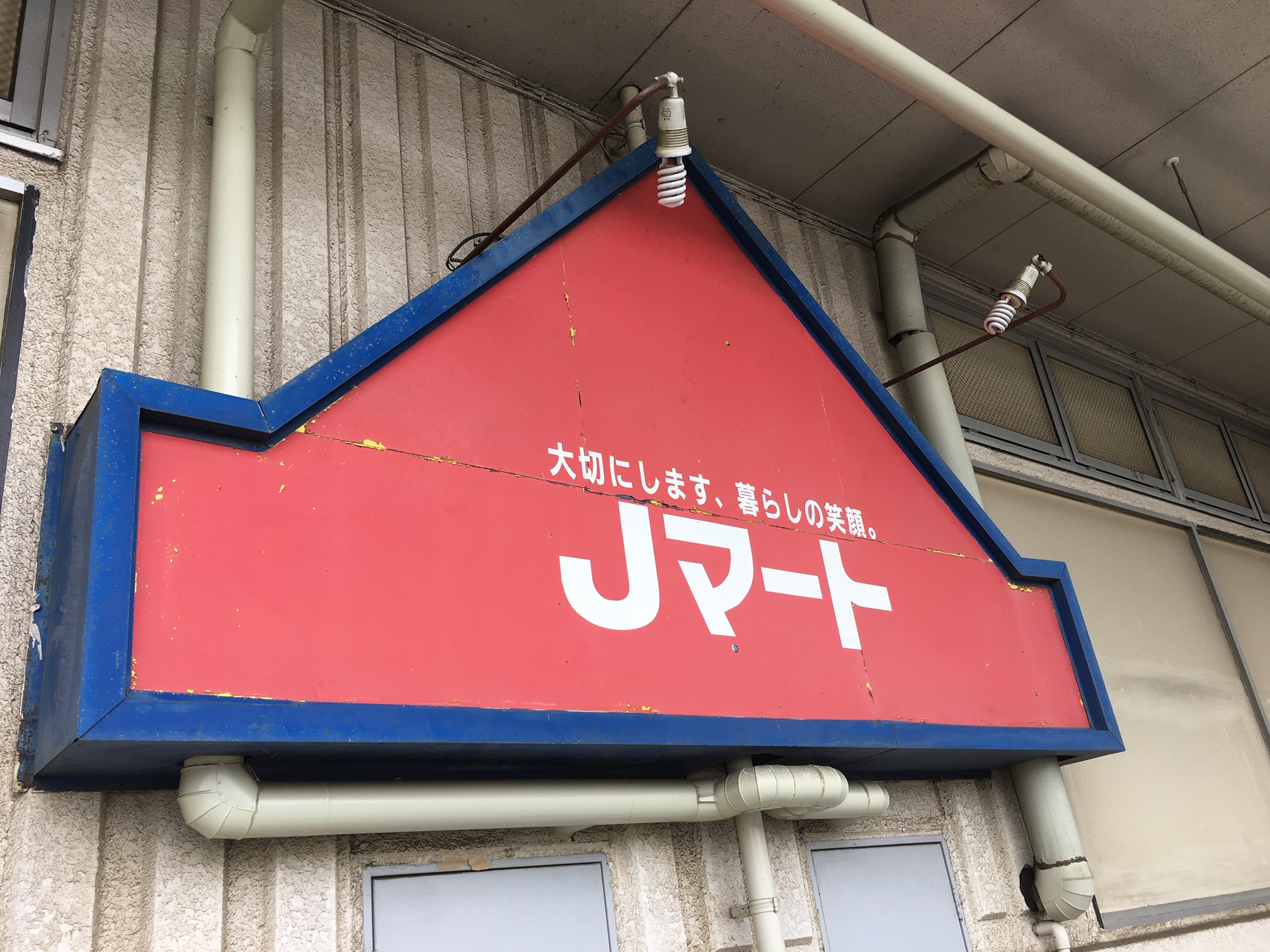
Jマート 国分寺店 2017年8月31日撮影
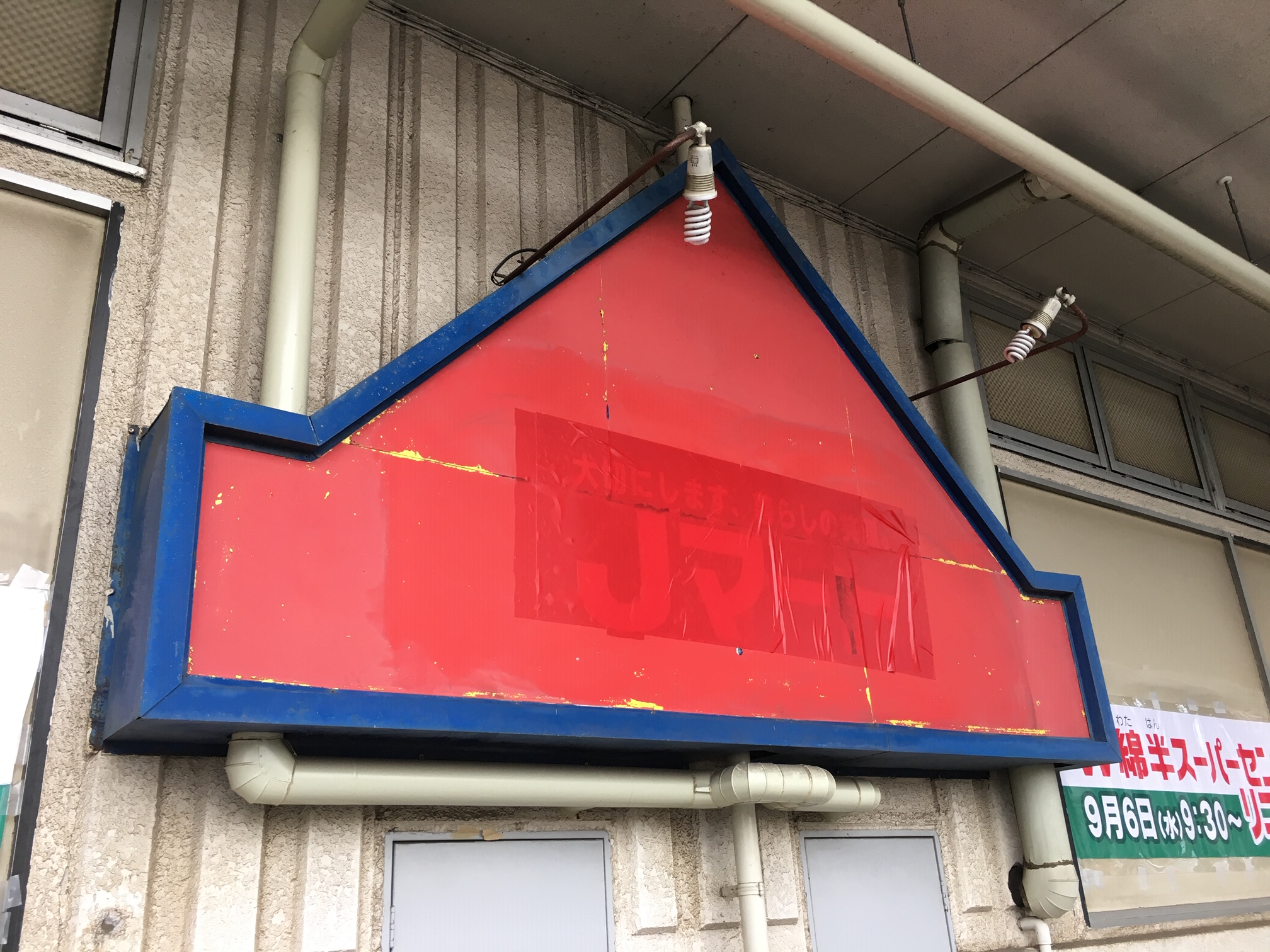
Jマート 国分寺店 2017年9月11日撮影

## 閉鎖した店舗
- Jマート店
  - 大月店
  - 西桂店
  - 甲府貢川店
  - 石和店
  - 三鷹店(旧) - 新店舗へ移転。
  - 飯能店 - 跡地はサトームセンとセガワールドが入居していたが、2011年頃に建物は解体され現在はかっぱ寿司飯能店となっている。
  - 青梅店 - ディスカウントストアから業態変更し家具特化型店舗として営業を変更したが閉店。跡地はサトームセンが入居営業。サトームセン閉店後は1Fにダイソー、2Fに家具販売店のビックウッドが入居。尚、Jマート入居の際に建てられた建物は40年近く経過した2024年現在も現存活用されている。
  - 立川店 - 2007年8月に閉店。現在跡地はそれぞれ、2Fにハードオフ、1Fにオフハウス立川栄店となっている。
  - 小平店 - 2008年8月に閉店。
  - 増穂店 - 2016年5月に閉店。現在跡地は食品スーパーのサンマルシェふじかわ店となっている。
  - 国分寺店 - 2017年9月に閉店。自社運営の「綿半スーパーセンター 国分寺店」としてリニューアル後 → 「綿半ホームエイド 国分寺店」として営業中。
  - 久米川店 - 2017年11月に閉店。綿半ホームエイド運営の「綿半スーパーセンター 東村山店」としてリニューアル。
  - 三鷹店 - 2017年12月に完全閉店[4]。翌2018年3月にコーナンが居抜きで出店。
  - 富士河口湖店 - 2018年6月に閉店。綿半ホームエイド運営の「綿半スーパーセンター 富士河口湖店」としてリニューアル。[6]
  - 市川大門店 - 2020年2月2日に閉店。